# Andrea Tornielli

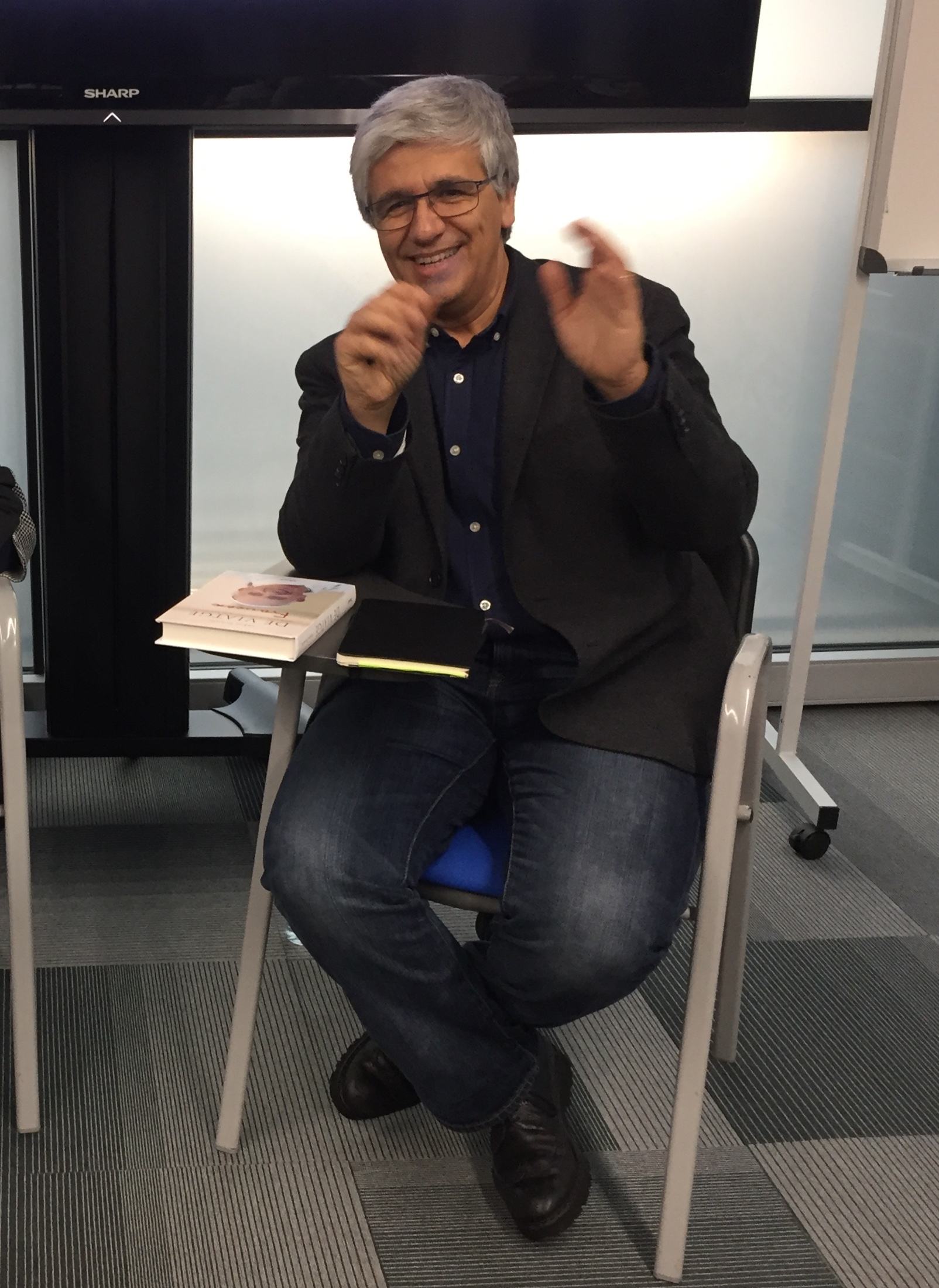
Andrea Tornielli

Andrea Tornielli (geboren in Chioggia am 19. März 1964) ist ein italienischer kirchlicher Journalist und Schriftsteller. Er gehört der römisch-katholischen Bewegung Comunione e Liberazione (CL) an und ist seit Jahresbeginn 2019 als päpstlicher Mediendirektor für die inhaltliche Koordination sämtlicher Medien des Vatikans verantwortlich.

## Leben
Nach Abschluss seines Studiums der altgriechischen Philologie an der Universität Padua im Dezember 1987 wurde Tornielli Journalist. Er war Mitarbeiter der 1993 eingestellten katholischen Wochenzeitung Il Sabato und schrieb von 1992 bis 1996 für das von Giulio Andreotti geführte sechssprachige katholische Monatsmagazin 30 Giorni. Von 1996 bis 2011 war er Vatikanberichterstatter der konservativen Tageszeitung Il Giornale. Er arbeitete auch mit anderen katholischen Blättern wie dem 1999 von Gianpaolo Barra gegründeten populären Apologetik-Magazin Il Timone zusammen und war mit einer monatlichen Kolumne auf Radio Maria zu hören.
Im März 2011 wurde er Vatikanskorrespondent bei der Turiner Zeitung La Stampa. Er koordinierte deren fünfsprachige Onlinezeitung Vatican Insider, die sich gänzlich mit Themen der römisch-katholischen Kirche und dem Heiligen Stuhl befasst und unter Torniellis Leitung zu einem einflussreichen römischen Leitmedium der internationalen Vatikanberichterstattung wurde.
Im Dezember 2018 wurde Andrea Tornielli von Papst Franziskus zum Direktor aller Medien des Vatikans berufen, der innerhalb des Dikasteriums für die Kommunikation als Verlagsleiter und engster Mitarbeiter des Präfekten Paolo Ruffini die publizistische Linie der vatikanischen Medien bestimmt, darunter die unter der neuen Leitung von Andrea Monda weiterbestehende Vatikanzeitung L’Osservatore Romano, das vatikanische Nachrichtenportal Vatican News (früher Radio Vatikan), der Fernsehsender Vatican Media (früher Centro Televisivo Vaticano) und das vatikanische Verlagshaus Libreria Editrice Vaticana.
Tornielli hat zahlreiche Bücher veröffentlicht, die sich größtenteils mit religiösen und kirchlichen Themen befassen und in verschiedene Sprachen übersetzt wurden. Er schrieb vor allem Biografien und Einzelbetrachtungen über die Päpste Pius XII., Johannes XXIII., Johannes Paul II. und Benedikt XVI. sowie andere Persönlichkeiten der jüngsten Kirchengeschichte, außerdem apologetische Bücher zu populären oder kontroversen Themen wie Dan Browns Skandalthriller Sakrileg, die angeblich Blut weinende Madonna von Civitavecchia oder die Echtheit der Wundmale des 2002 heiliggesprochenen italienischen Kapuziners Pio von Pietrelcina.
Andrea Tornielli wird zusammen mit Stefania Falasca und Lucio Brunelli zum „römischen Kern“ der CL gerechnet, dessen Mitglieder alle dem Mitarbeiterkreis des 2017 eingestellten Magazins 30 Giorni entstammen und denen heute eine besondere Nähe zu Papst Franziskus nachgesagt wird. Tornielli selbst wird als Duzfreund Jorge Bergoglios beschrieben.
Tornielli ist verheiratet und hat drei Kinder.